# Makoto Shibahara
Makoto Shibahara (født 23. april 1992) er en tidligere japansk fodboldspiller.
Han har spillet for flere forskellige klubber i sin karriere, herunder Shimizu S-Pulse, FC Gifu og Fukushima United FC.